# Hilary Sulski
Hilary Szymon Sulski (ur. 28 października 1910 w Bachorcach, zm. 7 stycznia 1992 w Strzelnie) – polski nauczyciel i działacz ludowy, poseł na Sejm PRL V kadencji.

## Życiorys
Uzyskał wykształcenie średnie. W 1933 podjął pracę jako nauczyciel, w 1935 wstąpił do Związku Nauczycielstwa Polskiego. W sierpniu 1939 został zmobilizowany jako podporucznik rezerwy do uczestnictwa w wojnie obronnej. Następnie walczył w obronie Warszawy, po której kapitulacji znalazł się w niewoli. Po II wojnie światowej zajął się organizowaniem szkolnictwa rolniczego. W 1949 został dyrektorem Powiatowej Szkoły Gospodarstwa Wiejskiego w Bielicach, którym był do momentu przejścia na emeryturę w 1977 (w 1976 przemianowała się ona na Zespół Szkół – Centrum Kształcenia Rolniczego).
W 1946 wstąpił do Polskiego Stronnictwa Ludowego, które w 1949 współtworzyło Zjednoczone Stronnictwo Ludowe. Był wieloletnim sekretarzem Powiatowego Komitetu ZSL w Mogilnie oraz prezesem Powiatowego Związku Kółek Rolniczych. Zasiadał też w Radzie Nadzorczej Powiatowego Związku Gminnych Spółdzielni „Samopomoc Chłopska”. Był radnym Gromadzkiej Rady Narodowej w Gębicach, potem także Powiatowej Rady Narodowej i Wojewódzkiej Rady Narodowej, a w 1969 uzyskał mandat posła na Sejm PRL w okręgu Toruń, zasiadając w Komisji Spraw Wewnętrznych.
Pochowany na cmentarzu parafialnym w Trzemesznie. W 2015 ukazała się poświęcona mu książka Mariana Przybylskiego pt. Hilary Szymon Sulski (1910–1992). Opowieść o człowieku niepospolitym i jego dziele.

## Odznaczenia
- Krzyż Kawalerski Orderu Odrodzenia Polski
- Złoty Krzyż Zasługi
- Srebrny Krzyż Zasługi (1955)[2]
- Medal 10-lecia Polski Ludowej (1955)[3]